# هيننينغ لورد سورينسن
هيننينغ لور سورينسن ، من مواليد 20 مارس 1942 ، حكم كرة قدم دنماركي دولي سابق.
حكم في بطولة كأس العالم لكرة القدم 1982.

## وصلات خارجية
- هيننينغ لورد سورينسن على موقع Soccerway.com (الإنجليزية)